# Bois du Cazier

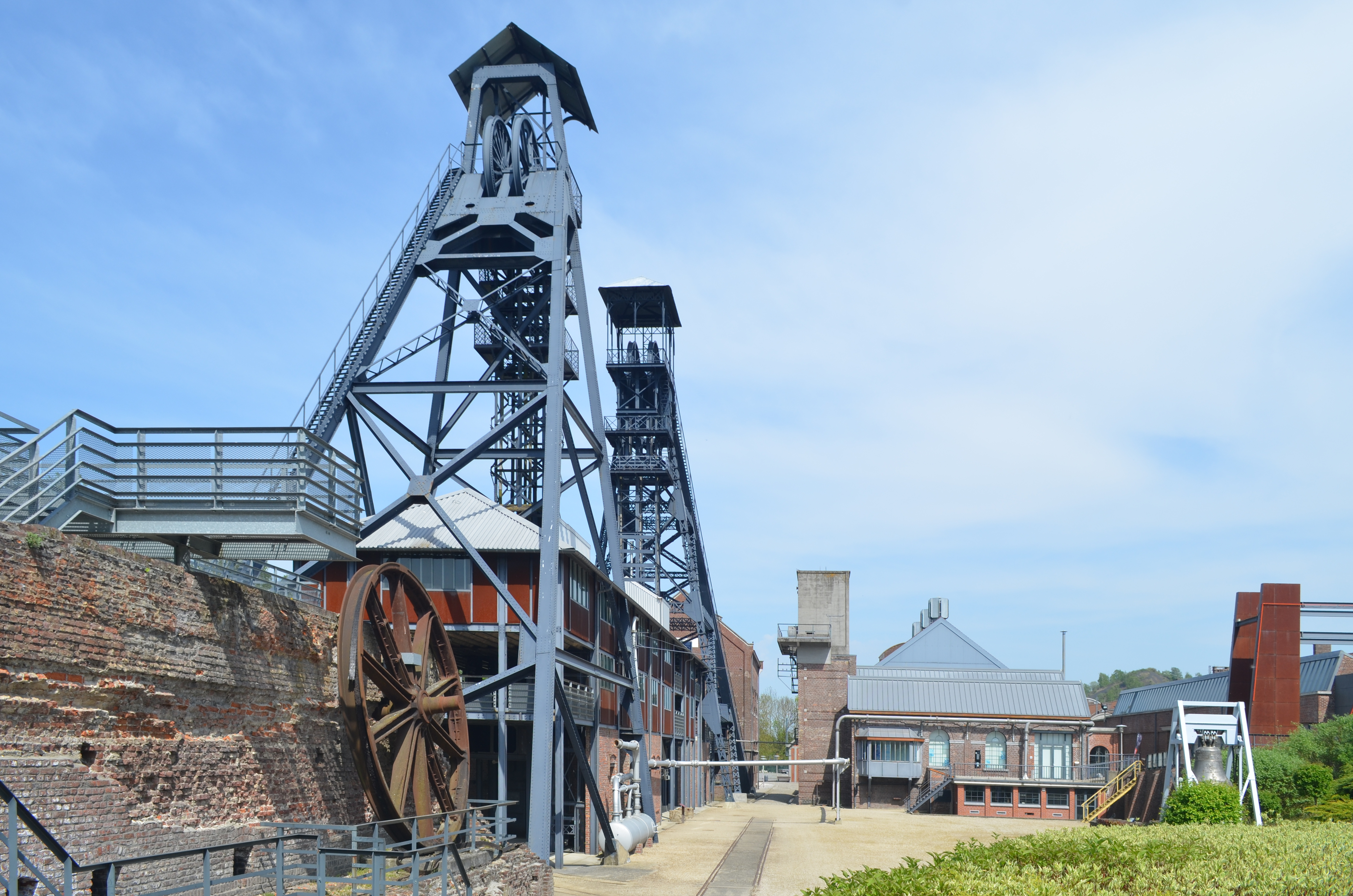
Bois du Cazier

Bois du Cazier là một mỏ than ở Marcinelle, Charleroi, Bỉ. Nơi đây từng diễn ra một thảm họa lao động khi vào ngày 8 tháng 8 năm 1956, 263 người đàn ông, trong đó có 136 người lao động nhập cư từ Ý thiệt mạng bởi một đám cháy. Ngày nay, nơi đây là một công viên rừng với đài tưởng niệm những người thợ mỏ, các tháp giếng mỏ, một bảo tàng công nghiệp than và một bảo tàng thủy tinh. Bảo tàng là một điểm dừng trên Tuyến đường di sản công nghiệp châu Âu. Ngoài ra, khu mỏ cũng là một phần của Khu mỏ chính ở Wallonia được UNESCO công nhận là Di sản thế giới vào năm 2012.

## Lịch sử
Một thỏa hiệp với các mỏ đã được đưa ra bởi sắc lệnh hoàng gia vào ngày 30 tháng 9 năm 1822. Sau năm 1898, mỏ than được sở hữu bởi Amercœur và điều hành bởi công ty TNHH than Bois du Cazier. Có hai giếng mỏ đạt độ sâu 765 và 1035 mét. Một giếng thứ ba đã được khoan để tiến hành khai thác vào năm 1956. Vào thời điểm năm 1955, sản lượng khai thác hàng năm là 170.557 tấn với tổng số 779 công nhân, nhiều người trong số họ đã không phải là ở Bỉ, mà là lao động nhập cư chủ yếu từ Italia Vào ngày 8 tháng 8 năm 1956, một đám cháy lớn đã phá hủy mỏ. Sản xuất bị đình chệ cho tới năm sau đó. Công ty được thanh lý trong tháng 1 năm 1961, và chính thức đóng cửa vào tháng 12 năm 1967.
 Mỏ than sau đó đã được liệt kê như là một di tích quốc gia vào ngày 28 tháng 5 năm 1990, và mở cửa như một bảo tàng vào năm 2002.